# Apeadeiro de Vale da Isca
O Apeadeiro de Vale da Isca, originalmente denominado de Valle D'Isca, e também conhecido como Valdisca, foi uma gare da Linha do Sul, situada na zona de Vale da Isca, no concelho de Odemira, em Portugal.

## História

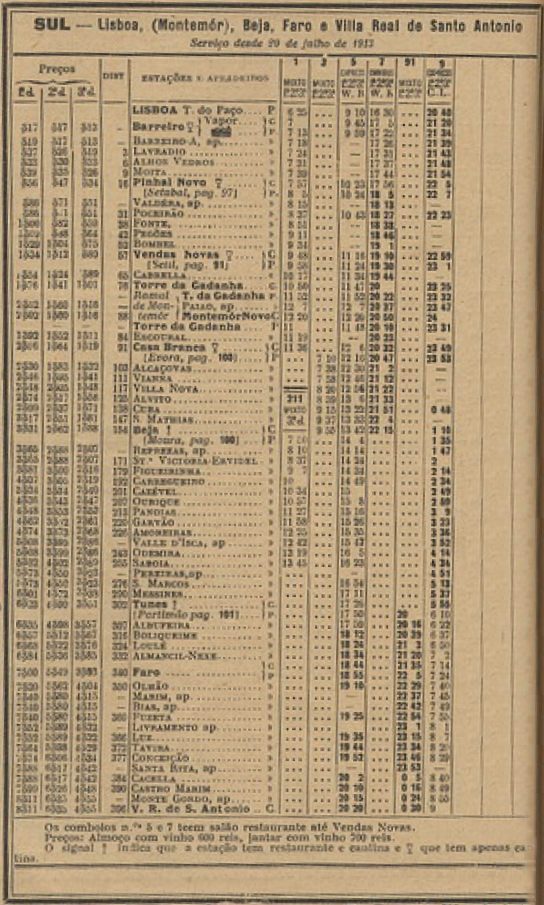
Horários dos comboios do Barreiro a V. R. S. António em 1913, onde este apeadeiro aparece com o nome original, Valle D'Isca.

Esta interface encontrava-se no lanço da Linha do Sul entre Amoreiras-Odemira e Tunes, que entrou ao serviço em 1 de Julho de 1889, sendo nessa altura conhecido como Caminho de Ferro do Sul.
Quando foi revisto o Plano Geral da Rede Ferroviária, em 1927, um dos projectos incluídos foi a continuação do Ramal de Lagos até Amoreiras - Odemira, passando pelas localidades de Aljezur e Odemira, e com um troço em comum com a Linha do Sul, para aproveitar o Túnel de Vale de Isca.